# Mariendals Mølle Motorvejen
De Mariendals Mølle Motorvejen (Nederlands: Mariendals Mølle-autosnelweg) is een korte autosnelweg in Denemarken, die het westen van Aalborg verbindt met het Knooppunt Aalborg Syd. Bij dit knooppunt heeft de Ådalsmotorvejen een aansluiting op de Nordjyske Motorvej richting Aarhus.
De Mariendals Mølle Motorvejen is administratief genummerd als M75 tussen de Nordjyske Motorvej en de Indkildevej en als M710 tussen de Indkildevej en het einde van de autosnelweg. Deze nummers worden echter niet op de bewegwijzering weergegeven.

## Geschiedenis
De Mariendals Mølle Motorvejen is geopend op 13 juni 1978, tegelijkertijd met de Ådalsmotorvejen.